# Чавдарци (Ловечская область)
Чавдарци (болг. Чавдарци) — село в Болгарии. Находится в Ловечской области, входит в общину Ловеч. Население составляет 372 человека.

## Политическая ситуация
В местном кметстве Чавдарци, в состав которого входит Чавдарци, должность кмета (старосты) исполняет Цветелина Маркова Станчева (ОТЕЧЕСТВО) по результатам выборов правления кметства.
Кмет (мэр) общины Ловеч — Минчо Стойков Казанджиев (Болгарская социалистическая партия (БСП)) по результатам выборов в правление общины.